# Campeonato Sul-Americano de Atletismo de 2017 - Resultados
Esses foram os resultados do Campeonato Sul-Americano de Atletismo de 2017 que ocorreu de 23 a 25 de junho de 2017 na Pista Comité Olímpico Paraguayo, em Assunção, no Paraguai. 

## Resultado masculino

### 100 metros
| Posição | Bateria | Atleta               | Nacionalidade | Tempo | Notas |
| ------- | ------- | -------------------- | ------------- | ----- | ----- |
| 1       | 3       | Bruno de Barros      | Brasil        | 10.22 | Q     |
| 2       | 2       | Diego Palomeque      | Colômbia      | 10.24 | Q     |
| 3       | 3       | Jhonny Rentería      | Colômbia      | 10.26 | Q     |
| 4       | 1       | Andy Martínez        | Peru          | 10.33 | Q     |
| 5       | 2       | Felipe Bardi         | Brasil        | 10.34 | Q     |
| 6       | 3       | Jesús Rafael Vázquez | Venezuela     | 10.37 | q     |
| 7       | 1       | Danny Vanan          | Suriname      | 10.39 | Q     |
| 8       | 1       | Álvaro Cassiani      | Venezuela     | 10.50 | q     |
| 9       | 3       | Matias Robledo       | Argentina     | 10.51 |       |
| 10      | 2       | Ifrish Alberg        | Suriname      | 10.52 |       |
| 11      | 2       | Carlos Perlaza       | Equador       | 10.55 |       |
| 12      | 3       | Victor Owen          | Guiana        | 10.57 |       |
| 13      | 2       | Jorge Caracassis     | Argentina     | 10.66 |       |
| 14      | 1       | Christopher Ortiz    | Paraguai      | 10.67 |       |
| 15      | 1       | Jhon Valencia        | Equador       | 10.68 |       |
| 16      | 1       | Javier Pinilla       | Chile         | 10.74 |       |
| 17      | 2       | Fabrizio Aquino      | Paraguai      | 10.77 |       |
| 18      | 3       | Ángel Rickenberg     | Chile         | 10.78 |       |
| 19      | 3       | Carlos Aban          | Bolívia       | 10.80 |       |
| 20      | 1       | Facundo Riera        | Bolívia       | 10.81 |       |

| Posição           | Raia | Atleta               | Nacionalidade | Tempo | Notas                |
| ----------------- | ---- | -------------------- | ------------- | ----- | -------------------- |
| Medalha de ouro   | 5    | Diego Palomeque      | Colômbia      | 10.11 | Recorde nacional     |
| Medalha de prata  | 6    | Bruno de Barros      | Brasil        | 10.22 | Recorde da temporada |
| Medalha de bronze | 7    | Felipe Bardi         | Brasil        | 10.29 |                      |
| 4                 | 4    | Andy Martínez        | Peru          | 10.29 |                      |
| 5                 | 3    | Jhonny Rentería      | Colômbia      | 10.31 |                      |
| 6                 | 8    | Danny Vanan          | Suriname      | 10.42 |                      |
| 7                 | 1    | Álvaro Cassiani      | Venezuela     | 10.49 |                      |
| 8                 | 2    | Jesús Rafael Vázquez | Venezuela     | 10.52 |                      |

### 200 metros
| Posição | Bateria | Atleta                  | Nacionalidade | Tempo | Notas |
| ------- | ------- | ----------------------- | ------------- | ----- | ----- |
| 1       | 1       | Bruno de Barros         | Brasil        | 20.41 | Q     |
| 2       | 1       | Bernardo Baloyes        | Colômbia      | 20.51 | Q     |
| 3       | 3       | Jesús Rafael Vázquez    | Venezuela     | 20.98 | Q     |
| 4       | 1       | Virgilio Griggs         | Panamá        | 20.99 | q     |
| 5       | 1       | Álvaro Cassiani         | Venezuela     | 21.02 | q     |
| 6       | 2       | Fredy Maidana           | Paraguai      | 21.17 | Q     |
| 7       | 3       | Enzo Faulbaum           | Chile         | 21.26 | Q     |
| 8       | 2       | Aldemir da Silva Júnior | Brasil        | 21.27 | Q     |
| 9       | 1       | Carlos Perlaza          | Equador       | 21.34 |       |
| 10      | 2       | Danny Vanan             | Suriname      | 21.35 |       |
| 11      | 2       | Daniel Londero          | Argentina     | 21.44 |       |
| 12      | 3       | Victor Owen             | Guiana        | 21.47 |       |
| 13      | 3       | Jesús Manuel Cáceres    | Paraguai      | 21.51 |       |
| 14      | 3       | Jhon Valencia           | Equador       | 21.61 |       |
| 15      | 3       | Carlos Aban             | Bolívia       | 21.98 |       |
| 16      | 2       | Roberto Bustillo        | Bolívia       | 22.04 |       |
| 17      | 2       | Javier Pinilla          | Chile         | DNF   |       |
| 18      | 1       | Andy Martínez           | Peru          | DNS   |       |

| Posição           | Raia | Atleta                  | Nacionalidade | Tempo | Notas |
| ----------------- | ---- | ----------------------- | ------------- | ----- | ----- |
| Medalha de ouro   | 3    | Bernardo Baloyes        | Colômbia      | 20.36 |       |
| Medalha de prata  | 2    | Álvaro Cassiani         | Venezuela     | 20.90 |       |
| Medalha de bronze | 1    | Virgilio Griggs         | Panamá        | 21.11 |       |
| 4                 | 4    | Fredy Maidana           | Paraguai      | 21.16 |       |
| 5                 | 8    | Enzo Faulbaum           | Chile         | 21.41 |       |
| 6                 | 6    | Jesús Rafael Vázquez    | Venezuela     | DNS   |       |
| 6                 | 7    | Aldemir da Silva Júnior | Brasil        | DNS   |       |
| 6                 | 5    | Bruno de Barros         | Brasil        | DNS   |       |

### 400 metros
| Posição | Bateria | Atleta          | Nacionalidade | Tempo | Notas |
| ------- | ------- | --------------- | ------------- | ----- | ----- |
| 1       | 1       | Yilmar Herrera  | Colômbia      | 47.10 | Q     |
| 2       | 2       | Jhon Perlaza    | Colômbia      | 47.19 | Q     |
| 3       | 1       | Alberth Bravo   | Venezuela     | 47.20 | Q     |
| 4       | 2       | Winston George  | Guiana        | 47.39 | Q     |
| 5       | 2       | Kelvis Padrino  | Venezuela     | 47.70 | Q     |
| 6       | 1       | Lucas Carvalho  | Brasil        | 47.81 | Q     |
| 7       | 1       | Walter Rotela   | Argentina     | 48.56 | q     |
| 8       | 1       | Mateo Pascual   | Uruguai       | 48.56 | q     |
| 9       | 1       | Rafael Muñoz    | Chile         | 48.94 |       |
| 10      | 1       | Ramón Silva     | Paraguai      | 49.00 |       |
| 11      | 2       | Emerson Chala   | Equador       | 49.19 |       |
| 12      | 2       | Nilo Duré       | Paraguai      | 49.38 |       |
| 13      | 1       | Edisson Acuña   | Equador       | 49.47 |       |
| 14      | 2       | Sergio Aldea    | Chile         | 49.81 |       |
| 15      | 2       | Falcon Fagundez | Uruguai       | 49.92 |       |
| 16      | 2       | Martin Rojas    | Argentina     | 50.26 |       |

| Posição           | Raia | Atleta         | Nacionalidade | Tempo | Notas |
| ----------------- | ---- | -------------- | ------------- | ----- | ----- |
| Medalha de ouro   | 4    | Winston George | Guiana        | 45.42 |       |
| Medalha de prata  | 6    | Jhon Perlaza   | Colômbia      | 45.77 |       |
| Medalha de bronze | 3    | Yilmar Herrera | Colômbia      | 46.02 |       |
| 4                 | 8    | Lucas Carvalho | Brasil        | 46.11 |       |
| 5                 | 7    | Kelvis Padrino | Venezuela     | 46.67 |       |
| 6                 | 5    | Alberth Bravo  | Venezuela     | 47.62 |       |
| 7                 | 1    | Mateo Pascual  | Uruguai       | 48.10 |       |
| 8                 | 2    | Walter Rotela  | Argentina     | 48.19 |       |

### 800 metros
24 de junho
| Posição           | Atleta                  | Nacionalidade | Tempo   | Notas |
| ----------------- | ----------------------- | ------------- | ------- | ----- |
| Medalha de ouro   | Leandro Paris           | Argentina     | 1:49.82 |       |
| Medalha de prata  | Lutimar Paes            | Brasil        | 1:50.27 |       |
| Medalha de bronze | Jonathan Bolados        | Chile         | 1:50.30 |       |
| 4                 | Jelssin Robledo         | Colômbia      | 1:51.08 |       |
| 5                 | Cristopher Jarpa        | Chile         | 1:51.19 |       |
| 6                 | Lucirio Antonio Garrido | Venezuela     | 1:51.36 |       |
| 7                 | Jean Jácome             | Equador       | 1:52.09 |       |
| 8                 | Jairo Moreira           | Uruguai       | 1:54.82 |       |
| 9                 | Eduardo Gregorio        | Uruguai       | 1:54.82 |       |
| 10                | Christian Venialgo      | Paraguai      | 1:56.31 |       |
| 11                | Giovanni Villalba       | Paraguai      | 1:59.26 |       |

### 1.500 metros
23 de junho
| Posição           | Atleta             | Nacionalidade | Tempo   | Notas |
| ----------------- | ------------------ | ------------- | ------- | ----- |
| Medalha de ouro   | Federico Bruno     | Argentina     | 3:45.28 |       |
| Medalha de prata  | Carlos Díaz        | Chile         | 3:45.69 |       |
| Medalha de bronze | Carlos Sanmartín   | Colômbia      | 3:49.99 |       |
| 4                 | Joaquin Arbe       | Argentina     | 3:52.88 |       |
| 5                 | Eduardo Gregorio   | Uruguai       | 3:53.50 |       |
| 6                 | Christian Vásconez | Equador       | 3:54.07 |       |
| 7                 | Mario Bazán        | Peru          | 3:54.96 |       |
| 8                 | Víctor Aguilar     | Bolívia       | 3:57.47 |       |
| 9                 | Gerson Montes      | Equador       | 3:58.71 |       |
| 10                | Cristopher Jarpa   | Chile         | 3:59.25 |       |
| 11                | Hugo Cespedes      | Paraguai      | 4:17.23 |       |
| 12                | Christian Venialgo | Paraguai      | 4:19.26 |       |

### 5.000 metros
25 de junho
| Posição           | Atleta                  | Nacionalidade | Tempo    | Notas |
| ----------------- | ----------------------- | ------------- | -------- | ----- |
| Medalha de ouro   | Víctor Aravena          | Chile         | 13:57.45 |       |
| Medalha de prata  | Ederson Pereira         | Brasil        | 13:59.20 |       |
| Medalha de bronze | Iván Darío González     | Colômbia      | 14:15.76 |       |
| 4                 | Mariano Mastromarino    | Argentina     | 14:25.06 |       |
| 5                 | Vidal Basco             | Bolívia       | 14:26.77 |       |
| 6                 | Martín Cuestas          | Uruguai       | 14:28.61 |       |
| 7                 | Cristhian Zamora        | Uruguai       | 14:37.40 |       |
| 8                 | Daniel Toroya           | Bolívia       | 14:40.14 |       |
| 9                 | Leslie Encina           | Chile         | 14:40.22 |       |
| 10                | Walter Nina             | Peru          | 14:57.31 |       |
| 11                | Derlys Ayala            | Paraguai      | 15:00.30 |       |
| 12                | Christian Vásconez      | Equador       | 15:00.96 |       |
| 13                | Orlando Javier Elizeche | Paraguai      | 16:37.48 |       |
| 14                | Rene Champi             | Peru          | DNF      |       |
| 14                | Carlos Sanmartín        | Colômbia      | DNF      |       |
| 15                | Federico Bruno          | Argentina     | ?        |       |

### 10.000 metros
23 de junho
| Posição           | Atleta                  | Nacionalidade | Tempo    | Notas                |
| ----------------- | ----------------------- | ------------- | -------- | -------------------- |
| Medalha de ouro   | Bayron Piedra           | Equador       | 29:03.73 | Recorde da temporada |
| Medalha de prata  | Luis Ostos              | Peru          | 29:06.74 |                      |
| Medalha de bronze | Miguel Amador           | Colômbia      | 29:35.17 |                      |
| 4                 | Ederson Pereira         | Brasil        | 29:39.85 |                      |
| 5                 | Andrés Zamora           | Uruguai       | 30:11.16 |                      |
| 6                 | Daniel Toroya           | Bolívia       | 30:27.27 |                      |
| 7                 | Leslie Encina           | Chile         | 30:49.14 |                      |
| 8                 | Vidal Basco             | Bolívia       | DNF      |                      |
| 8                 | Derlys Ayala            | Paraguai      | DNF      |                      |
| 8                 | Cristian Pacheco        | Peru          | DNF      |                      |
| 8                 | Mariano Mastromarino    | Argentina     | DNF      |                      |
| 8                 | Iván Darío González     | Colômbia      | DNF      |                      |
| 8                 | Orlando Javier Elizeche | Paraguai      | DNF      |                      |
| 8                 | Nicolás Cuestas         | Uruguai       | DNF      |                      |

### 110 metros com barreiras
24 de junho
Vento: +3.8 m/s
| Posição           | Raia | Atleta           | Nacionalidade | Tempo | Notas |
| ----------------- | ---- | ---------------- | ------------- | ----- | ----- |
| Medalha de ouro   | 3    | Eduardo de Deus  | Brasil        | 13.42 |       |
| Medalha de prata  | 5    | Éder Souza       | Brasil        | 13.49 |       |
| Medalha de bronze | 8    | Javier McFarlane | Peru          | 13.76 |       |
| 4                 | 6    | Jorge McFarlane  | Peru          | 13.87 |       |
| 5                 | 4    | Yeison Rivas     | Colômbia      | 13.95 |       |
| 6                 | 7    | Agustín Carrera  | Argentina     | 14.16 |       |
| 7                 | 2    | Víctor Arancibia | Chile         | 14.59 |       |
| 8                 | 1    | Marcos Herrera   | Equador       | 20.05 |       |

### 400 metros com barreiras
| Posição | Bateria | Atleta            | Nacionalidade | Tempo   | Notas |
| ------- | ------- | ----------------- | ------------- | ------- | ----- |
| 1       | 1       | Alfredo Sepúlveda | Chile         | 51.26   | Q     |
| 2       | 1       | Guillermo Ruggeri | Argentina     | 51.55   | Q     |
| 3       | 1       | Emerson Chala     | Equador       | 51.60   | Q     |
| 4       | 1       | Andrés Silva      | Uruguai       | 51.76   | q     |
| 5       | 2       | Alberth Bravo     | Venezuela     | 51.79   | Q     |
| 6       | 2       | Yeison Rivas      | Colômbia      | 51.94   | Q     |
| 7       | 1       | Wilson Bello      | Venezuela     | 52.06   | q     |
| 8       | 2       | Jaime Rodríguez   | Argentina     | 54.98   | Q     |
| 9       | 2       | Carlos Betancourt | Equador       | 55.86   |       |
| 10      | 1       | Ramón Silva       | Paraguai      | 55.88   |       |
| 11      | 2       | Lucas Britez      | Paraguai      | 1:03.15 |       |

| Posição           | Raia | Atleta            | Nacionalidade | Tempo | Notas            |
| ----------------- | ---- | ----------------- | ------------- | ----- | ---------------- |
| Medalha de ouro   | 5    | Guillermo Ruggeri | Argentina     | 49.72 | Recorde nacional |
| Medalha de prata  | 3    | Alberth Bravo     | Venezuela     | 50.36 |                  |
| Medalha de bronze | 6    | Alfredo Sepúlveda | Chile         | 50.37 |                  |
| 4                 | 2    | Andrés Silva      | Uruguai       | 50.58 |                  |
| 5                 | 4    | Yeison Rivas      | Colômbia      | 51.22 |                  |
| 6                 | 8    | Emerson Chala     | Equador       | 51.37 |                  |
| 7                 | 7    | Jaime Rodríguez   | Argentina     | 51.81 |                  |
| 8                 | 1    | Wilson Bello      | Venezuela     | 51.96 |                  |

### 3.000 metros com obstáculos
24 de junho
| Posição           | Atleta               | Nacionalidade | Tempo    | Notas |
| ----------------- | -------------------- | ------------- | -------- | ----- |
| Medalha de ouro   | José Peña            | Venezuela     | 8:45.93  |       |
| Medalha de prata  | Gerald Giraldo       | Colômbia      | 8:51.59  |       |
| Medalha de bronze | Mario Bazán          | Peru          | 8:51.97  |       |
| 4                 | Roberto Tello        | Chile         | 9:00.30  |       |
| 5                 | Joaquín Arbe         | Argentina     | 9:07.56  |       |
| 6                 | Gerson Tulcanazo     | Equador       | 9:21.21  |       |
| 7                 | Carlos António Ortiz | Argentina     | 9:45.17  |       |
| 8                 | Víctor Aguilar       | Bolívia       | 10:03.02 |       |
| 9                 | Pedro Garay          | Paraguai      | 10:22.28 |       |

### Revezamento 4x100 m
24 de junho
| Posição           | Raia | Nacionalidade | Atletas                                                                 | Tempo | Notas  |
| ----------------- | ---- | ------------- | ----------------------------------------------------------------------- | ----- | ------ |
| Medalha de ouro   | 5    | Brasil        | Flávio Barbosa, Aldemir da Silva Júnior, Bruno de Barros, Felipe Bardi  | 39.47 |        |
| Medalha de prata  | 4    | Colômbia      | Deivy Díaz, Diego Palomeque, Bernardo Baloyes, Jhonny Rentería          | 39.67 |        |
| Medalha de bronze | 3    | Venezuela     | Yeiker Mendoza, Arturo Ramírez, Álvaro Cassiani, Jesús Rafael Vázquez   | 39.74 |        |
| 4                 | 6    | Equador       | Anderson Quintero, Jhon Valencia, Carlos Perlaza, Alex Quiñónez         | 40.61 |        |
| 5                 | 7    | Argentina     | Jorge Caracassis, Jaime Rodríguez, Daniel Londero, Matias Robledo       | 40.77 |        |
| 6                 | 1    | Bolívia       | Anderson Pinedo, Facundo Riera, Roberto Bustillo, Carlos Aban           | 42.14 |        |
| 7                 | 2    | Paraguai      | Giovanni Díaz, Christopher Ortiz, Jesús Manuel Cáceres, Fabrizio Aquino | 43.82 |        |
| 8                 | 8    | Chile         | Camilo Olivares, Enzo Faulbaum, Ángel Rickenberg, Daniel Pineda         | DSQ   | R144.2 |

### Revezamento 4x400 m
25 de junho
| Posição           | Nacionalidade | Atletas                                                            | Tempo   | Notas |
| ----------------- | ------------- | ------------------------------------------------------------------ | ------- | ----- |
| Medalha de ouro   | Colômbia      | Jhon Solís, Diego Palomeque, Yilmar Herrera, Jhon Perlaza          | 3:05.02 |       |
| Medalha de bronze | Brasil        | Bruno de Barros, Alexander Russo, Hugo de Sousa, Lucas Carvalho    | 3:07.32 |       |
| Medalha de prata  | Venezuela     | Alberth Bravo, Alberto Aguilar, Kelvis Padrino, Omar Longart       | 3:07.74 |       |
| 4                 | Chile         | Sergio Aldea, Enzo Faulbaum, Rafael Muñoz, Alfredo Sepúlveda       | 3:13.64 |       |
| 5                 | Argentina     | Jaime Rodríguez, Walter Rotela, Leandro Paris, Guillermo Ruggeri   | 3:13.96 |       |
| 6                 | Equador       | Carlos Perlaza, Edisson Acuña, Carlos Betancourt, Emerson Chala    | 3:16.44 |       |
| 7                 | Paraguai      | Miguel Ángel Cabrera, Jesús Manuel Cáceres, Nilo Duré, Ramón Silva | 3:21.26 |       |

### 20 km marcha atlética
25 de junho
| Posição           | Atleta                  | Nacionalidade | Tempo     | Notas     |
| ----------------- | ----------------------- | ------------- | --------- | --------- |
| Medalha de ouro   | Mauricio Arteaga        | Equador       | 1:24:40.0 |           |
| Medalha de prata  | Jhon Castañeda          | Colômbia      | 1:25:04.5 |           |
| Medalha de bronze | César Rodríguez         | Peru          | 1:25:58.3 |           |
| 4                 | Juan Manuel Cano        | Argentina     | 1:26:45.1 |           |
| 5                 | Marco Antonio Rodríguez | Bolívia       | 1:27:53.9 |           |
| 6                 | Yassir Cabrera          | Panamá        | 1:31:10.2 |           |
| 7                 | Oscar Villavicencio     | Equador       | DNF       | R230.7(a) |
| 7                 | Moacir Zimmermann       | Brasil        | DNF       | R230.7(a) |
| 7                 | Luis Campos             | Peru          | DNF       | R230.7(a) |
| 7                 | Richard Vargas          | Venezuela     | DNF       |           |
| 7                 | Pablo Rodríguez         | Bolívia       | DNF       |           |

### Salto em altura
23 de junho
| Posição           | Atleta                 | Nacionalidade | 1.95 | 2.00 | 2.05 | 2.10 | 2.13 | 2.16 | 2.19 | 2.22 | 2.25 | 2.28 | 2.31 | 2.34 | Resultado | Notas |
| ----------------- | ---------------------- | ------------- | ---- | ---- | ---- | ---- | ---- | ---- | ---- | ---- | ---- | ---- | ---- | ---- | --------- | ----- |
| Medalha de ouro   | Eure Yáñez             | Venezuela     | –    | –    | –    | o    | –    | o    | o    | o    | o    | xo   | xo   | xr   | 2.31      | ,     |
| Medalha de prata  | Talles Frederico Silva | Brasil        | –    | –    | –    | o    | –    | o    | xo   | xo   | o    | xxo  | xxx  |      | 2.28      |       |
| Medalha de bronze | Fernando Ferreira      | Brasil        | –    | –    | –    | o    | o    | o    | xo   | xxx  |      |      |      |      | 2.19      |       |
| 4                 | Carlos Layoy           | Argentina     | –    | –    | o    | o    | xxo  | xxo  | xxx  |      |      |      |      |      | 2.16      |       |
| 5                 | Cristbal Hurtado       | Chile         | xo   | o    | o    | xo   | xxo  | xxx  |      |      |      |      |      |      | 2.13      |       |

### Salto com vara
23 de junho
| Posição           | Atleta                    | Nacionalidade | 4.30 | 4.50 | 4.70 | 4.90 | 5.00 | 5.10 | 5.30 | 5.45 | 5.60 | 5.76 | Resultado | Notas |
| ----------------- | ------------------------- | ------------- | ---- | ---- | ---- | ---- | ---- | ---- | ---- | ---- | ---- | ---- | --------- | ----- |
| Medalha de ouro   | Germán Chiaraviglio       | Argentina     | –    | –    | –    | –    | –    | –    | o    | o    | xo   | xxr  | 5.60      |       |
| Medalha de prata  | Walter Viáfara            | Colômbia      | –    | –    | –    | xxo  | –    | xo   | xxx  |      |      |      | 5.10      |       |
| Medalha de bronze | Rubén Benítez             | Argentina     | –    | –    | –    | o    | xo   | xxx  |      |      |      |      | 5.00      |       |
| 4                 | Heberth Gómez             | Colômbia      | –    | –    | –    | xxo  | xxx  |      |      |      |      |      | 4.90      |       |
| 5                 | Felipe Fuentes            | Chile         | –    | –    | xo   | xxx  |      |      |      |      |      |      | 4.70      |       |
| 6                 | Martin Castañares         | Uruguai       | o    | o    | xxx  |      |      |      |      |      |      |      | 4.50      |       |
| 7                 | Joaquin Leon              | Peru          | –    | xo   | xxx  |      |      |      |      |      |      |      | 4.50      |       |
| 8                 | Augusto Dutra de Oliveira | Brasil        | –    | –    | –    | –    | –    | –    | xxx  |      |      |      | NM        |       |
| 9                 | José Pacho                | Equador       |      |      |      |      |      |      |      |      |      |      | DNS       |       |

### Salto em comprimento
24 de junho
| Posição           | Atleta                | Nacionalidade | Resultado | Notas |
| ----------------- | --------------------- | ------------- | --------- | ----- |
| Medalha de ouro   | Paulo Sérgio Oliveira | Brasil        | 7.93      |       |
| Medalha de prata  | Emiliano Lasa         | Uruguai       | 7.89      |       |
| Medalha de bronze | Daniel Pineda         | Chile         | 7.87      |       |
| 4                 | José Luis Mandros     | Peru          | 7.82      |       |
| 5                 | Almir dos Santos      | Brasil        | 7.51      |       |
| 6                 | Santiago Cova         | Venezuela     | 7.46      |       |
| 7                 | Camilo Olivares       | Chile         | 7.41      |       |
| 8                 | Jorge McFarlane       | Peru          | 7.39      |       |
| 9                 | Eduardo Landeta       | Equador       | 7.13      |       |
| 10                | José Luis Duarte      | Paraguai      | 6.50      |       |
| 11                | Juan Pablo Centurion  | Paraguai      | 6.26      |       |

### Salto triplo
25 de junho
| Posição           | Atleta                | Nacionalidade | Resultado | Notas            |
| ----------------- | --------------------- | ------------- | --------- | ---------------- |
| Medalha de ouro   | Miguel van Assen      | Suriname      | 16.94     | Recorde nacional |
| Medalha de prata  | Mateus de Sá          | Brasil        | 16.70     |                  |
| Medalha de bronze | Eduardo Landeta       | Equador       | 16.30     |                  |
| 4                 | Roy Martínez          | Venezuela     | 15.97     |                  |
| 5                 | Maximiliano Díaz      | Argentina     | 15.82     |                  |
| 6                 | Divie Murillo         | Colômbia      | 15.80     |                  |
| 7                 | Frixon Chila          | Equador       | 15.73     |                  |
| 8                 | Federico Guerrero     | Argentina     | 15.33     |                  |
| 9                 | Dornell Alanterie     | Suriname      | 15.16     |                  |
| 10                | Jaider Paredes        | Paraguai      | 13.78     |                  |
| 11                | José María Centurion  | Paraguai      | 13.38     |                  |
| 12                | Paulo Sérgio Oliveira | Brasil        | DNS       |                  |

### Arremesso de peso
24 de junho
| Posição           | Atleta                | Nacionalidade | Resultado | Notas                 |
| ----------------- | --------------------- | ------------- | --------- | --------------------- |
| Medalha de ouro   | Darlan Romani         | Brasil        | 21.02     | Recorde do campeonato |
| Medalha de prata  | Willian Dourado       | Brasil        | 19.95     |                       |
| Medalha de bronze | Germán Lauro          | Argentina     | 19.91     |                       |
| 4                 | Jhon Fredy Zea        | Colômbia      | 18.74     |                       |
| 5                 | Eduardo Espín         | Equador       | 17.59     |                       |
| 6                 | Matias López          | Chile         | 17.38     |                       |
| 7                 | José Miguel Ballivian | Chile         | 16.10     |                       |
| 8                 | Josnner Ortiz         | Venezuela     | DNS       |                       |

### Lançamento de disco
23 de junho
| Posição           | Atleta                | Nacionalidade | #1    | #2    | #3    | #4    | #5    | #6    | Resultado | Notas                |
| ----------------- | --------------------- | ------------- | ----- | ----- | ----- | ----- | ----- | ----- | --------- | -------------------- |
| Medalha de ouro   | Mauricio Ortega       | Colômbia      | 61.90 | 63.42 | x     | 61.00 | x     | 63.82 | 63.82     | ,                    |
| Medalha de prata  | Germán Lauro          | Argentina     | x     | 47.18 | x     | 61.70 | x     | 57.99 | 61.70     | Recorde da temporada |
| Medalha de bronze | Douglas dos Reis      | Brasil        | x     | 57.96 | 57.77 | x     | 56.65 | 58.83 | 58.83     |                      |
| 4                 | Ronald Julião         | Brasil        | x     | 44.47 | 51.54 | x     | 50.20 | 55.89 | 55.89     |                      |
| 5                 | José Miguel Ballivian | Chile         | 48.95 | 49.21 | 54.51 | 52.31 | 51.08 | 53.07 | 54.51     |                      |
| 6                 | Juan Ignacio Solito   | Argentina     | 51.91 | 53.05 | 44.87 | 50.08 | 51.45 | 50.87 | 53.05     |                      |
| 7                 | Eduardo Espín         | Equador       | 49.62 | 50.92 | 47.10 | 47.68 | 49.21 | 48.47 | 50.92     |                      |
| 8                 | Rodrigo Cárdenas      | Chile         | 38.59 | 47.87 | 47.62 | x     | 43.17 | 42.78 | 47.87     |                      |
| 9                 | Juan Caicedo          | Equador       | x     | x     | x     |       |       |       | NM        |                      |

### Lançamento de martelo
25 de junho
| Posição           | Atleta                | Nacionalidade | #1    | #2    | #3    | #4    | #5    | #6    | Resultado | Notas |
| ----------------- | --------------------- | ------------- | ----- | ----- | ----- | ----- | ----- | ----- | --------- | ----- |
| Medalha de ouro   | Wagner Domingos       | Brasil        | 70.66 | x     | 73.79 | 73.11 | 73.77 | 73.38 | 73.79     |       |
| Medalha de prata  | Humberto Mansilla     | Chile         | 66.90 | 69.73 | 73.16 | 69.10 | 70.62 | 69.23 | 73.16     |       |
| Medalha de bronze | Allan Wolski          | Brasil        | x     | 71.38 | 70.73 | 68.80 | x     | x     | 71.38     |       |
| 4                 | Joaquín Gómez         | Argentina     | 68.56 | 70.96 | x     | 70.16 | 67.33 | 67.68 | 70.96     |       |
| 5                 | Daniel Aguirre        | Colômbia      | 61.07 | 59.20 | 60.27 | 59.48 | 61.16 | 61.52 | 61.52     |       |
| 6                 | Estalyn Rodríguez     | Equador       | 56.95 | x     | x     | x     | 57.79 | 56.10 | 57.79     |       |
| 7                 | Jesús Antonio Sánchez | Paraguai      | 48.11 | 51.10 | 49.09 | x     | 49.82 | 49.11 | 51.10     |       |
| 8                 | Silvio César Ovelar   | Paraguai      | x     | 49.35 | 47.72 | 47.92 | 49.16 | 49.42 | 49.42     |       |
| 9                 | Fabian Serna          | Colômbia      |       |       |       |       |       |       | DNS       |       |

### Lançamento de dardo
24 de junho
| Posição           | Atleta                 | Nacionalidade | #1    | #2    | #3    | #4    | #5    | #6    | Resultado | Notas |
| ----------------- | ---------------------- | ------------- | ----- | ----- | ----- | ----- | ----- | ----- | --------- | ----- |
| Medalha de ouro   | Braian Toledo          | Argentina     | 76.27 | 79.93 | 77.98 | 76.69 | 78.16 | 77.20 | 79.93     |       |
| Medalha de prata  | Arley Ibargüen         | Colômbia      | 73.51 | 74.07 | 75.91 | 75.63 | 75.97 | x     | 75.97     |       |
| Medalha de bronze | Víctor Fatecha         | Paraguai      | 71.47 | 73.08 | x     | x     | 69.47 | 74.57 | 74.57     |       |
| 4                 | Paulo Enrique da Silva | Brasil        | 65.23 | 64.24 | 67.57 | 68.15 | 69.44 | 73.23 | 73.23     |       |
| 5                 | Giovanni Díaz          | Paraguai      | 67.45 | 69.41 | 63.95 | 71.57 | 64.93 | 66.20 | 71.57     |       |
| 6                 | José Escobar           | Equador       | 62.73 | 65.37 | 65.62 | 63.05 | x     | x     | 65.62     |       |
| 7                 | Santiago de la Fuente  | Chile         | x     | 60.11 | x     | 61.85 | x     | 61.22 | 61.85     |       |

### Decatlo
23 – 24 de junho
| Pos.              | Atleta              | Nacionalidade | 100 m  | SD    | AP    | SA   | 400 m | 110 m C/B | AD    | SV   | LD    | 1500 m  | PG   | Notas           |
| ----------------- | ------------------- | ------------- | ------ | ----- | ----- | ---- | ----- | --------- | ----- | ---- | ----- | ------- | ---- | --------------- |
| Medalha de ouro   | Jefferson Santos    | Brasil        | 10.77w | 7.48w | 13.88 | 2.06 | 49.97 | 14.57w    | 50.41 | 4.80 | 55.10 | 4:43.99 | 8187 | Recorde pessoal |
| Medalha de prata  | Georni Jaramillo    | Venezuela     | 10.70w | 7.76w | 14.46 | 1.79 | 48.99 | 13.96w    | 46.37 | 4.50 | 62.86 | 4:45.94 | 8126 | Recorde pessoal |
| Medalha de bronze | José Gregorio Lemos | Colômbia      | 11.09w | 6.43w | 16.11 | 1.85 | 50.90 | 14.89w    | 52.25 | 3.70 | 64.54 | 4:48.75 | 7572 | Recorde pessoal |
| 4                 | Óscar Campos        | Venezuela     | 10.89w | 6.78w | 12.93 | 1.76 | 49.55 | 14.73w    | 43.23 | 4.10 | 56.95 | 4:35.74 | 7394 |                 |
| 5                 | Sergio Pandiani     | Argentina     | 11.08w | 6.73w | 12.40 | 1.85 | 50.87 | 15.27w    | 37.16 | 3.80 | 50.91 | 4:35.82 | 6964 |                 |
| 6                 | César Jofré         | Chile         | 11.23w | 6.76w | 13.71 | 1.82 | 51.70 | 15.95w    | 36.74 | 3.70 | 51.52 | 4:53.83 | 6739 |                 |
| 7                 | Andy Preciado       | Equador       | 10.98w | 6.73w | 15.48 | 1.97 | 53.27 | DNS       | –     | –    | –     | –       | DNF  |                 |
| 8                 | Román Gastaldi      | Argentina     | 10.98w | DNS   | –     | –    | –     | –         | –     | –    | –     | –       | DNF  |                 |

## Resultado feminino

### 100 metros
| Posição | Bateria | Atleta                  | Nacionalidade | Tempo | Notas |
| ------- | ------- | ----------------------- | ------------- | ----- | ----- |
| 1       | 2       | Ángela Tenorio          | Equador       | 11.03 | Q     |
| 2       | 1       | Rosângela Santos        | Brasil        | 11.08 | Q     |
| 3       | 1       | Ana Cláudia Lemos       | Brasil        | 11.17 | Q     |
| 4       | 1       | Narcisa Landazuri       | Equador       | 11.25 | Q     |
| 5       | 2       | Andrea Purica           | Venezuela     | 11.32 | Q     |
| 6       | 1       | Nediam Vargas           | Venezuela     | 11.48 | q     |
| 7       | 2       | María Victoria Woodward | Argentina     | 11.50 | q     |
| 8       | 1       | Darlenys Obregón        | Colômbia      | 11.64 | q     |
| 9       | 2       | Viviana Olivares        | Chile         | 11.95 |       |
| 10      | 1       | Javiera Cañas           | Chile         | 11.99 |       |
| 11      | 2       | Gabriela Delgado        | Peru          | 12.06 |       |
| 12      | 2       | Noelia Vera             | Paraguai      | 12.36 |       |
| 13      | 1       | Chiara Bacigalupi       | Paraguai      | 12.68 |       |

| Posição           | Raia | Atleta                  | Nacionalidade | Tempo | Notas  |
| ----------------- | ---- | ----------------------- | ------------- | ----- | ------ |
| Medalha de ouro   | 6    | Ángela Tenorio          | Equador       | 11.02 |        |
| Medalha de prata  | 5    | Ana Cláudia Lemos       | Brasil        | 11.12 |        |
| Medalha de bronze | 3    | Andrea Purica           | Venezuela     | 11.18 |        |
| 4                 | 8    | Narcisa Landazuri       | Equador       | 11.30 |        |
| 5                 | 1    | Nediam Vargas           | Venezuela     | 11.34 |        |
| 6                 | 7    | María Victoria Woodward | Argentina     | 11.46 |        |
| 7                 | 2    | Darlenys Obregón        | Colômbia      | 11.54 |        |
| 8                 | 4    | Rosângela Santos        | Brasil        | DSQ   | R162.7 |

### 200 metros
| Posição | Bateria | Atleta                    | Nacionalidade | Tempo | Notas |
| ------- | ------- | ------------------------- | ------------- | ----- | ----- |
| 1       | 1       | Vitória Cristina Rosa     | Brasil        | 22.80 | Q     |
| 2       | 1       | Nediam Vargas             | Venezuela     | 22.99 | Q     |
| 3       | 2       | Nercely Soto              | Venezuela     | 23.17 | Q     |
| 4       | 1       | Ángela Tenorio            | Equador       | 23.27 | Q     |
| 5       | 1       | Isidora Jiménez           | Chile         | 23.35 | q     |
| 6       | 2       | Rosângela Santos          | Brasil        | 23.39 | Q     |
| 7       | 2       | Narcisa Landazuri         | Equador       | 23.41 | Q     |
| 8       | 1       | Sunayna Wahi              | Suriname      | 23.42 | q     |
| 9       | 2       | Darlenys Obregón          | Colômbia      | 23.76 |       |
| 10      | 1       | María Victoria Woodward   | Argentina     | 24.22 |       |
| 11      | 2       | María Fernanda Mackenna   | Chile         | 24.48 |       |
| 12      | 2       | María Florencia Lamboglia | Argentina     | 24.83 |       |
| 13      | 2       | Conny Willms              | Paraguai      | 26.94 |       |
| 14      | 1       | Briza Duré                | Paraguai      | DNS   |       |

| Posição           | Raia | Atleta                | Nacionalidade | Tempo | Notas |
| ----------------- | ---- | --------------------- | ------------- | ----- | ----- |
| Medalha de ouro   | 6    | Vitória Cristina Rosa | Brasil        | 22.67 |       |
| Medalha de prata  | 7    | Ángela Tenorio        | Equador       | 22.90 |       |
| Medalha de bronze | 3    | Nediam Vargas         | Venezuela     | 22.95 |       |
| 4                 | 4    | Nercely Soto          | Venezuela     | 23.06 |       |
| 5                 | 2    | Isidora Jiménez       | Chile         | 23.37 |       |
| 6                 | 1    | Sunayna Wahi          | Suriname      | 23.43 |       |
| 7                 | 8    | Narcisa Landazuri     | Equador       | 23.93 |       |
| 8                 | 5    | Rosângela Santos      | Brasil        | DNS   |       |

### 400 metros
| Posição | Bateria | Atleta                  | Nacionalidade | Tempo   | Notas |
| ------- | ------- | ----------------------- | ------------- | ------- | ----- |
| 1       | 3       | Leticia de Souza        | Brasil        | 53.74   | Q     |
| 2       | 2       | Geisa Coutinho          | Brasil        | 54.62   | Q     |
| 3       | 1       | Jenifer Padilla         | Colômbia      | 55.31   | Q     |
| 4       | 1       | Maitte Torres           | Peru          | 55.59   | Q     |
| 5       | 2       | Noelia Martínez         | Argentina     | 55.85   | Q     |
| 6       | 3       | Rosangélica Escobar     | Colômbia      | 56.02   | Q     |
| 7       | 2       | Nercely Soto            | Venezuela     | 56.32   | q     |
| 8       | 1       | Cecilia Gómez           | Bolívia       | 56.35   | q     |
| 9       | 3       | María Ayelén Diogo      | Argentina     | 56.57   |       |
| 10      | 2       | María Fernanda Mackenna | Chile         | 56.67   |       |
| 11      | 1       | Martina Weil            | Chile         | 57.00   |       |
| 12      | 3       | María Simancas          | Venezuela     | 57.31   |       |
| 13      | 1       | Coraima Cortez          | Equador       | 57.46   |       |
| 14      | 2       | Nicole Minota           | Equador       | 57.60   |       |
| 15      | 3       | Fatima Amarilla         | Paraguai      | 57.89   |       |
| 16      | 3       | Gabriela Delgado        | Peru          | 58.35   |       |
| 17      | 2       | Lucia Sotomayor         | Bolívia       | 1:01.83 |       |
| 18      | 1       | Andrea Rivas            | Paraguai      | 1:03.17 |       |

| Posição           | Raia | Atleta              | Nacionalidade | Tempo | Notas            |
| ----------------- | ---- | ------------------- | ------------- | ----- | ---------------- |
| Medalha de ouro   | 3    | Geisa Coutinho      | Brasil        | 52.03 |                  |
| Medalha de prata  | 4    | Jenifer Padilla     | Colômbia      | 52.68 |                  |
| Medalha de bronze | 8    | Maitte Torres       | Peru          | 53.99 |                  |
| 4                 | 8    | Noelia Martínez     | Argentina     | 54.30 |                  |
| 5                 | 1    | Cecilia Gómez       | Bolívia       | 54.37 | Recorde nacional |
| 6                 | 7    | Rosangélica Escobar | Colômbia      | 54.54 |                  |
| 7                 | 5    | Leticia de Souza    | Brasil        | DNF   |                  |
| 7                 | 2    | Nercely Soto        | Venezuela     | DNF   |                  |

### 800 metros
25 de junho
| Posição           | Atleta                     | Nacionalidade | Tempo   | Notas     |
| ----------------- | -------------------------- | ------------- | ------- | --------- |
| Medalha de ouro   | Johana Arrieta             | Colômbia      | 2:06.36 |           |
| Medalha de prata  | Andrea Calderón            | Equador       | 2:07.25 |           |
| Medalha de bronze | Déborah Rodríguez          | Uruguai       | 2:07.41 |           |
| 4                 | Andrea Ferris              | Panamá        | 2:08.58 |           |
| 5                 | Ydanis Navas               | Venezuela     | 2:09.09 |           |
| 6                 | Liliane dos Santos Mariano | Brasil        | 2:11.22 |           |
| 7                 | Carmen Mansilla            | Chile         | 2:12.02 |           |
| 8                 | Carolina Lozano            | Argentina     | 2:12.47 |           |
| 9                 | Fatima Amarilla            | Paraguai      | 2:14.14 |           |
| 10                | Mariana Borelli            | Argentina     | 2:15.93 |           |
| 11                | Johana Castro              | Chile         | 2:18.06 |           |
| 12                | Jessica dos Santos         | Brasil        | DSQ     | R163.2(b) |

### 1.500 metros
23 de junho
| Posição           | Atleta              | Nacionalidade | Tempo   | Notas                |
| ----------------- | ------------------- | ------------- | ------- | -------------------- |
| Medalha de ouro   | Muriel Coneo        | Colômbia      | 4:16.46 |                      |
| Medalha de prata  | Rosibel García      | Colômbia      | 4:21.81 | Recorde da temporada |
| Medalha de bronze | Zulema Arenas       | Peru          | 4:23.37 |                      |
| 4                 | María Pía Fernández | Uruguai       | 4:23.50 |                      |
| 5                 | Carolina Lozano     | Argentina     | 4:24.75 |                      |
| 6                 | Soledad Torre       | Peru          | 4:31.56 |                      |
| 7                 | Mary Granja         | Equador       | 4:32.92 |                      |
| 8                 | Javiera Faletto     | Chile         | 4:42.55 |                      |
| 9                 | Irma Vila           | Bolívia       | 4:44.97 |                      |

### 5.000 metros
25 de junho
| Posição           | Atleta            | Nacionalidade | Tempo    | Notas |
| ----------------- | ----------------- | ------------- | -------- | ----- |
| Medalha de ouro   | Muriel Coneo      | Colômbia      | 16:16.64 |       |
| Medalha de prata  | Belén Casetta     | Argentina     | 16:26.32 |       |
| Medalha de bronze | Ángela Figueroa   | Colômbia      | 16:30.59 |       |
| 4                 | Luz Mery Rojas    | Peru          | 16:35.20 |       |
| 5                 | Carmen Martínez   | Paraguai      | 16:35.46 |       |
| 6                 | Jessica Paguay    | Equador       | 16:50.50 |       |
| 7                 | Salomé Mendoza    | Bolívia       | 16:52.47 |       |
| 8                 | Soledad Torre     | Peru          | 16:55.90 |       |
| 9                 | Mary Granja       | Equador       | 16:58.07 |       |
| 10                | Irma Vila         | Bolívia       | 17:17.09 |       |
| 11                | María Caballero   | Paraguai      | DNF      |       |
| 11                | Florencia Borelli | Argentina     | DNF      |       |
| 11                | Jennifer González | Chile         | DNF      |       |

### 10.000 metros
23 de junho
| Posição           | Atleta            | Nacionalidade | Tempo    | Notas                |
| ----------------- | ----------------- | ------------- | -------- | -------------------- |
| Medalha de ouro   | Carmen Martínez   | Paraguai      | 34:08.28 | Recorde da temporada |
| Medalha de prata  | Clara Canchanya   | Peru          | 35:01.47 | Recorde pessoal      |
| Medalha de bronze | Jovana de la Cruz | Peru          | 35:06.24 |                      |
| 4                 | Ángela Figueroa   | Colômbia      | 35:10.29 |                      |
| 5                 | Jessica Paguay    | Equador       | 35:12.38 |                      |
| 6                 | Diana Landi       | Equador       | 35:20.00 |                      |
| 7                 | Rosa Godoy        | Argentina     | 35:20.00 |                      |
| 8                 | Salomé Mendoza    | Bolívia       | 35:58.59 |                      |
| 9                 | Claudia Cornejo   | Bolívia       | 36:03.76 |                      |
| 10                | Fátima Romero     | Paraguai      | DNF      |                      |
| 10                | Jennifer González | Chile         | DNF      |                      |

### 100 metros com barreiras
23 de junho
Vento: +2.9 m/s
| Posição           | Raia | Atleta                  | Nacionalidade | Tempo | Notas   |
| ----------------- | ---- | ----------------------- | ------------- | ----- | ------- |
| Medalha de ouro   | 2    | Fabiana Moraes          | Brasil        | 12.86 |         |
| Medalha de prata  | 6    | Génesis Romero          | Venezuela     | 13.16 |         |
| Medalha de bronze | 4    | Melissa González        | Colômbia      | 13.42 |         |
| 4                 | 7    | Janea McCammon          | Guiana        | 13.49 |         |
| 5                 | 8    | María Ignacia Eguiguren | Chile         | 13.49 |         |
| 6                 | 3    | Diana Bazalar           | Peru          | 13.61 |         |
| 7                 | 1    | Juliana Angulo          | Equador       | 13.82 |         |
| 8                 | 5    | Rocio Chaparro          | Paraguai      | DSQ   | R168.7b |

### 400 metros com barreiras
| Posição | Bateria | Atleta                | Nacionalidade | Tempo   | Notas |
| ------- | ------- | --------------------- | ------------- | ------- | ----- |
| 1       | 2       | Gianna Woodruff       | Panamá        | 58.32   | Q     |
| 2       | 2       | Melissa González      | Colômbia      | 58.63   | Q     |
| 3       | 2       | Jailma de Lima        | Brasil        | 59.29   | Q     |
| 4       | 1       | Fiorella Chiappe      | Argentina     | 59.66   | Q     |
| 5       | 1       | María José Echeverría | Chile         | 1:00.14 | Q     |
| 6       | 2       | Marina Poroso         | Equador       | 1:00.86 | q     |
| 7       | 1       | Janea McCammon        | Guiana        | 1:01.34 | Q     |
| 8       | 1       | Fatima Amarilla       | Paraguai      | 1:01.89 | q,    |
| 9       | 2       | Valeria Baron         | Argentina     | 1:02.86 |       |
| 10      | 1       | Cecilia Gómez         | Bolívia       | 1:03.70 |       |
| 11      | 1       | Virginia Villalba     | Equador       | 1:04.27 |       |

| Posição           | Raia | Atleta                | Nacionalidade | Tempo   | Notas                 |
| ----------------- | ---- | --------------------- | ------------- | ------- | --------------------- |
| Medalha de ouro   | 3    | Gianna Woodruff       | Panamá        | 56.04   | Recorde do campeonato |
| Medalha de prata  | 4    | Melissa González      | Colômbia      | 56.29   |                       |
| Medalha de bronze | 5    | Fiorella Chiappe      | Argentina     | 57.02   |                       |
| 4                 | 8    | Jailma de Lima        | Brasil        | 57.98   |                       |
| 5                 | 7    | Janea McCammon        | Guiana        | 59.38   |                       |
| 6                 | 6    | María José Echeverría | Chile         | 1:00.16 |                       |
| 7                 | 2    | Marina Poroso         | Equador       | 1:01.84 |                       |
| 8                 | 1    | Fatima Amarilla       | Paraguai      | 1:03.62 |                       |

### 3.000 metros com obstáculos
24 de junho
| Posição           | Atleta                  | Nacionalidade | Tempo    | Notas |
| ----------------- | ----------------------- | ------------- | -------- | ----- |
| Medalha de ouro   | Belén Casetta           | Argentina     | 9:51.40  |       |
| Medalha de prata  | Zulema Arenas           | Peru          | 10:09.20 |       |
| Medalha de bronze | Tatiane Raquel da Silva | Brasil        | 10:34.23 |       |

### Revezamento 4x100 m
24 de junho
| Posição           | Bateria | Nacionalidade | Atletas                                                                                 | Tempo | Notas                 |
| ----------------- | ------- | ------------- | --------------------------------------------------------------------------------------- | ----- | --------------------- |
| Medalha de ouro   | 2       | Brasil        | Franciela Krasucki, Ana Cláudia Lemos, Vitória Cristina Rosa, Rosângela Santos          | 43.12 | Recorde do campeonato |
| Medalha de prata  | 2       | Colômbia      | Maderleis Alcazar, Jennifer Padilla, Darlenys Obregón, Eliecith Palacios                | 44.50 |                       |
| Medalha de bronze | 2       | Equador       | Juliana Angulo, Narcisa Landazuri, Romina Cifuentes, Ángela Tenorio                     | 44.53 |                       |
| 4                 | 1       | Chile         | Macarena Borie, Martina Weil, Viviana Olivares, Javiera Cañas                           | 46.02 |                       |
| 5                 | 2       | Argentina     | María Ayelén Diogo, Noelia Martínez, María Florencia Lamboglia, María Victoria Woodward | 46.14 |                       |
| 6                 | 1       | Peru          | Paola Mautino, Maitte Torres, Diana Bazalar, Gabriela Delgado                           | 46.43 |                       |
| 7                 | 1       | Bolívia       | Carla Cavero, Cecilia Gómez, Lucia Sotomayor, Valeria Quispe                            | 48.75 |                       |
| 8                 | 1       | Paraguai      | Noelia Vera, Chiara Bacigalupi, Conny Willms, Xenia Hiebert                             | DSQ   | R170.7                |
| 8                 | 2       | Venezuela     | Génesis Romero, Andrea Purica, Nediam Vargas, Nercely Soto                              | DNF   |                       |

### Revezamento 4x400 m
25 de junho
| Posição           | Nacionalidade | Atletas                                                                       | Tempo   | Notas |
| ----------------- | ------------- | ----------------------------------------------------------------------------- | ------- | ----- |
| Medalha de ouro   | Brasil        | Jailma de Lima, Jéssica da Silva, Jéssica dos Santos, Geisa Coutinho          | 3:33.00 |       |
| Medalha de prata  | Colômbia      | Eliana Chávez, Rosangélica Escobar, Astrid Balanta, Jennifer Padilla          | 3:33.92 |       |
| Medalha de bronze | Chile         | Martina Weil, Carmen Mansilla, María Fernanda Mackenna, María José Echeverría | 3:40.00 |       |
| 4                 | Argentina     | Fiorella Chiappe, Valeria Baron, María Ayelén Diogo, Noelia Martínez          | 3:40.56 |       |
| 5                 | Equador       | Coraima Cortez, Marina Poroso, Virginia Villalba, Nicole Minota               | 3:44.92 |       |
| 6                 | Paraguai      | Liz González, Andrea Rivas, Conny Willms, Fatima Amarilla                     | 4:09.14 |       |
| 7                 | Venezuela     |                                                                               | DNS     |       |

### 20 km marcha atlética
24 de junho
| Posição           | Atleta            | Nacionalidade | Tempo     | Notas  |
| ----------------- | ----------------- | ------------- | --------- | ------ |
| Medalha de ouro   | Paola Pérez       | Equador       | 1:32:26.0 | ,      |
| Medalha de prata  | Ángela Castro     | Bolívia       | 1:32:35.2 |        |
| Medalha de bronze | Johana Ordóñez    | Equador       | 1:38:13.3 |        |
| 4                 | Odeth Huanca      | Bolívia       | 1:41:27.0 |        |
| 5                 | Milangela Rosales | Venezuela     | 1:43:34.3 |        |
| 6                 | Arabelly Orjuela  | Colômbia      | DSQ       | R230.7 |
| 6                 | Yossy Caballero   | Peru          | DSQ       | R230.7 |

### Salto em altura
25 de junho
| Posição           | Atleta                 | Nacionalidade | 1.60 | 1.65 | 1.70 | 1.73 | 1.76 | 1.79 | 1.82 | 1.85 | Resultado | Notas            |
| ----------------- | ---------------------- | ------------- | ---- | ---- | ---- | ---- | ---- | ---- | ---- | ---- | --------- | ---------------- |
| Medalha de ouro   | María Fernanda Murillo | Colômbia      | –    | –    | o    | o    | o    | o    | o    | xxx  | 1.82      |                  |
| Medalha de prata  | Lorena Aires           | Uruguai       | –    | –    | o    | o    | xxo  | o    | xo   | xxx  | 1.82      | Recorde nacional |
| Medalha de bronze | Julia dos Santos       | Brasil        | –    | o    | o    | o    | xxo  | xxo  | xxx  |      | 1.79      |                  |
| 4                 | Daniela Oliveros       | Colômbia      | o    | o    | o    | o    | xxx  |      |      |      | 1.73      |                  |

### Salto com vara
23 de junho
| Posição           | Atleta                | Nacionalidade | 3.40 | 3.60 | 3.70 | 3.80 | 3.90 | 4.00 | 4.05 | 4.10 | 4.15 | 4.20 | 4.25 | 4.30 | 4.50 | Resultado | Notas                |
| ----------------- | --------------------- | ------------- | ---- | ---- | ---- | ---- | ---- | ---- | ---- | ---- | ---- | ---- | ---- | ---- | ---- | --------- | -------------------- |
| Medalha de ouro   | Robeilys Peinado      | Venezuela     |      |      |      |      |      |      |      |      |      |      |      |      |      | 4.50      |                      |
| Medalha de prata  | Joana Costa           | Brasil        | –    | –    | –    | –    | o    | o    | –    | xo   | –    | o    | xx   |      |      | 4.20      |                      |
| Medalha de bronze | Valeria Chiaraviglio  | Argentina     | –    | –    | –    | o    | –    | xxo  | xo   | xxo  | o    | x–   | xx   |      |      | 4.15      | Recorde da temporada |
| 4                 | Carmen Villanueva     | Venezuela     |      |      |      |      |      |      |      |      |      |      |      |      |      | 4.00      |                      |
| 5                 | Karla Rosa da Silva   | Brasil        | –    | –    | –    | –    | o    | –    | –    | xxx  |      |      |      |      |      | 3.90      |                      |
| 6                 | Catalina Amarilla     | Paraguai      | xo   | o    | xxo  | xxx  |      |      |      |      |      |      |      |      |      | 3.70      |                      |
| 7                 | Ana Gabriela Quiñonez | Equador       | –    | o    | –    | xxx  |      |      |      |      |      |      |      |      |      | 3.60      |                      |
| 8                 | Noelina Madarieta     | Argentina     |      |      |      |      |      |      |      |      |      |      |      |      |      | DNS       |                      |

### Salto em comprimento
24 de junho
| Posição           | Atleta                    | Nacionalidade | Resultado | Notas |
| ----------------- | ------------------------- | ------------- | --------- | ----- |
| Medalha de ouro   | Eliane Martins            | Brasil        | 6.51      |       |
| Medalha de prata  | Macarena Reyes            | Chile         | 6.51      |       |
| Medalha de bronze | Jhoanmy Luque             | Venezuela     | 6.47      |       |
| 4                 | Jéssica Carolina dos Reis | Brasil        | 6.43      |       |
| 5                 | Paola Mautino             | Peru          | 6.31      |       |
| 6                 | Macarena Borie            | Chile         | 6.14      |       |
| 7                 | Carla Cavero              | Bolívia       | 5.86      |       |
| 8                 | Sánchez Aires             | Venezuela     | 5.83      |       |
| 9                 | Valeria Quispe            | Bolívia       | 5.68      |       |
| 10                | Lizel Gómez               | Paraguai      | 5.31      |       |
| 11                | Chiara Bacigalupi         | Paraguai      | 5.00      |       |

### Salto triplo
23 de junho
| Posição           | Atleta            | Nacionalidade | Resultado | Notas |
| ----------------- | ----------------- | ------------- | --------- | ----- |
| Medalha de ouro   | Núbia Soares      | Brasil        | 14.42     |       |
| Medalha de prata  | Yulimar Rojas     | Venezuela     | 14.36     |       |
| Medalha de bronze | Yosiry Urrutia    | Colômbia      | 13.64     |       |
| 4                 | Jhoanmy Luque     | Venezuela     | 13.62     |       |
| 5                 | Miriam Reyes      | Peru          | 13.04     |       |
| 6                 | Giselly Landázury | Colômbia      | 13.00     |       |
| 7                 | Silvana Segura    | Peru          | 12.89     |       |
| 8                 | Valeria Quispe    | Bolívia       | 12.61     |       |
| 9                 | Lizel Gómez       | Paraguai      | 12.07     |       |

### Arremesso de peso
25 de junho
| Posição           | Atleta             | Nacionalidade | #1    | #2    | #3    | #4    | #5    | #6    | Resultado | Notas |
| ----------------- | ------------------ | ------------- | ----- | ----- | ----- | ----- | ----- | ----- | --------- | ----- |
| Medalha de ouro   | Geisa Arcanjo      | Brasil        | x     | 18.06 | 17.07 | 17.00 | 17.00 | –     | 18.06     |       |
| Medalha de prata  | Sandra Lemos       | Colômbia      |       |       |       |       |       |       | 17.30     |       |
| Medalha de bronze | Livia Avancini     | Brasil        | 15.70 | 16.75 | 16.06 | x     | x     | 16.25 | 16.75     |       |
| 4                 | Rocío Comba        | Argentina     | 13.69 | 13.10 | 14.01 | 13.89 | 13.61 | 13.23 | 14.01     |       |
| 5                 | Ana Camila Pirelli | Paraguai      | 13.55 | 13.46 | 13.05 | 13.89 | 13.03 | 13.37 | 13.89     |       |
| 6                 | Ailen Armada       | Argentina     | 13.72 | x     | 12.43 | 13.17 | 13.62 | 13.79 | 13.79     |       |
| 7                 | Ginger Quintero    | Equador       | 13.44 | 13.62 | 13.77 | 13.47 | 13.57 | 12.72 | 13.77     |       |

### Lançamento de disco
23 de junho
| Posição           | Atleta             | Nacionalidade | #1    | #2    | #3    | #4    | #5    | #6    | Resultado | Notas |
| ----------------- | ------------------ | ------------- | ----- | ----- | ----- | ----- | ----- | ----- | --------- | ----- |
| Medalha de ouro   | Andressa de Morais | Brasil        | 61.27 | 63.82 | 61.88 | 64.68 | x     | x     | 64.68     | ,     |
| Medalha de prata  | Fernanda Martins   | Brasil        | x     | 59.27 | x     | 60.45 | 58.82 | 60.80 | 60.80     |       |
| Medalha de bronze | Karen Gallardo     | Chile         | 52.41 | 58.10 | 59.41 | 55.41 | x     | 59.73 | 59.73     |       |
| 4                 | Rocío Comba        | Argentina     | x     | 56.14 | 52.31 | 53.84 | x     | x     | 56.14     |       |
| 5                 | Ailen Armada       | Argentina     | x     | 45.57 | 53.60 | 52.80 | x     | x     | 53.60     |       |

### Lançamento de martelo
24 de junho
| Posição           | Atleta              | Nacionalidade | #1    | #2    | #3    | #4    | #5    | #6    | Resultado | Notas |
| ----------------- | ------------------- | ------------- | ----- | ----- | ----- | ----- | ----- | ----- | --------- | ----- |
| Medalha de ouro   | Mariana Marcelino   | Brasil        | 66.83 | x     | 66.08 | x     | x     | x     | 66.83     |       |
| Medalha de prata  | Jennifer Dahlgren   | Argentina     | 62.20 | 66.15 | 66.17 | 61.92 | 65.24 | x     | 66.17     |       |
| Medalha de bronze | Johana Moreno       | Colômbia      | x     | 58.89 | 61.33 | 60.93 | 63.09 | 61.05 | 63.09     |       |
| 4                 | Gaviria Mayra       | Colômbia      | x     | 59.26 | 61.21 | 58.16 | 59.33 | 56.79 | 61.21     |       |
| 5                 | Valeria Chiliquinga | Equador       | 55.80 | 58.07 | 58.02 | 58.98 | x     | 58.24 | 58.98     |       |
| 6                 | Mariana García      | Chile         | 55.24 | 55.72 | 55.85 | 54.93 | 55.86 | 56.85 | 56.85     |       |
| 7                 | Paola Miranda       | Paraguai      | 49.50 | x     | 52.90 | x     | 53.56 | 56.06 | 56.06     |       |
| 8                 | Noelia Cáceres      | Paraguai      | 48.22 | 50.09 | 49.04 | 50.22 | 50.34 | 48.83 | 50.34     |       |
| 9                 | Rosa Rodríguez      | Venezuela     |       |       |       |       |       |       | DNS       |       |

### Lançamento de dardo
23 de junho
| Posição           | Atleta            | Nacionalidade | #1    | #2    | #3    | #4 | #5 | #6 | Resultado | Notas                 |
| ----------------- | ----------------- | ------------- | ----- | ----- | ----- | -- | -- | -- | --------- | --------------------- |
| Medalha de ouro   | Flor Ruiz         | Colômbia      | 61.31 | 61.91 |       |    |    |    | 61.91     | Recorde do campeonato |
| Medalha de prata  | Laila Domingos    | Brasil        | 57.31 | 54.83 |       |    |    |    | 58.50     |                       |
| Medalha de bronze | Laura Paredes     | Paraguai      | x     | 46.47 |       |    |    |    | 54.86     | Recorde pessoal       |
| 4                 | Daniella Lorenzon | Brasil        | 52.88 | x     |       |    |    |    | 52.88     |                       |
| 5                 | Estefani Chacón   | Venezuela     | 50.61 | 49.28 |       |    |    |    | 52.55     |                       |
| 6                 | María Paz Ríos    | Chile         | 50.22 | 49.11 | 47.34 |    |    |    | 50.22     |                       |
| 7                 | Bárbara López     | Argentina     | 47.84 | 47.52 |       |    |    |    | 47.84     |                       |
| 8                 | Valentina Salazar | Chile         | 42.40 | x     | 41.72 |    |    |    | 42.40     |                       |
| 9                 | Yuleixi Angulo    | Equador       | 50.38 | x     | x     |    |    |    | 50.38     | [ 7 ]                 |

### Heptatlo
24 – 25 de junho
| Colocação         | Atleta              | Nacionalidade | 100 m C/B | SA   | AP    | 200 m | SD    | LD    | 800 m   | Total | Notas |
| ----------------- | ------------------- | ------------- | --------- | ---- | ----- | ----- | ----- | ----- | ------- | ----- | ----- |
| Medalha de ouro   | Tamara de Sousa     | Brasil        | 14.34w    | 1.76 | 14.70 | 24.56 | 5.65w | 40.34 | 2:35.91 | 5667  |       |
| Medalha de prata  | Javiera Brahm       | Chile         | 14.39w    | 1.61 | 11.83 | 25.15 | 5.78w | 29.51 | 2:27.51 | 5168  |       |
| Medalha de bronze | Martina Corra       | Argentina     | 14.30w    | 1.61 | 11.48 | 25.56 | 5.22w | 38.39 | 2:35.61 | 5026  |       |
| 4                 | Kimberly de Mederos | Uruguai       | 15.36w    | 1.61 | 8.95  | 25.60 | 5.75w | 34.88 | 2:26.56 | 4916  |       |
| 5                 | Jennifer Canchingre | Equador       | 15.22w    | 1.52 | 11.56 | 26.94 | 5.25w | 36.95 | DNF     | 4043  |       |

Legenda
| Recorde mundial       | Recorde mundial (World record)               |                       | Recorde africano                      | Recorde africano (African) |                                           | Q | Classificado por posição (Qualified) |
| Recorde do campeonato | Recorde do campeonato (Championship record)  | Recorde da América    | Recorde da América (Americas)         | q                          | Classificado por melhor tempo (Qualified) |   |                                      |
| Melhor marca do ano   | Melhor marca do ano (World leading)          | Recorde asiático      | Recorde asiático (Asian)              | DNS                        | Não largou (Did not start)                |   |                                      |
| Recorde nacional      | Recorde nacional (National record)           | Recorde europeu       | Recorde europeu (European)            | DNF                        | Não terminou (Did not finish)             |   |                                      |
| Recorde pessoal       | Recorde pessoal do atleta (Personal best)    | Recorde da Oceania    | Recorde da Oceania (Oceania)          | DSQ / DQ                   | Desclassificado (Disqualified)            |   |                                      |
| Recorde da temporada  | Recorde da temporada do atleta (Season best) | Recorde sul-americano | Recorde sul-americano (South America) | NM                         | Sem marca (No mark)                       |   |                                      |